# Isabela Brazilska
Isabela Brazilska (Rio de Janeiro, 29. srpnja 1846. – Dvorac Eu, Francuska 14. studenoga 1921.) – prijestonasljednica Brazilskog Carstva
Isabela je rođena u Rio de Janeiru, najstarija je kći cara Pedra II. i carice Terese Kristine. Svi su pripadnici plemićke obitelji Braganza (portugalski: Bragança). Nakon smrti njezina dva brata u ranom djetinjstvu, ona je prepoznata kao vjerojatna nasljednica svoga oca, brazilskog cara. Udala za francuskog princa Gastona grofa od dvorca Eu, u dogovorenom braku i imali su tri sina.
Tijekom očevu izbivanja u inozemstvu, Isabela je djelovala kao njegova zamjena. U svom trećem i posljednjem namjesništvu, potpisala je zakon o ukidanju ropstva. Imala je jaku oporbu, kojoj je smetalo što je žensko, što je aktivna katolička vjernica i udana za stranca. Godine 1889., njezina obitelj je svrgnuta u vojnom udaru, a ona je posljednjih 30 godina života provela u egzilu u Francuskoj.